# SDHC

SDHC

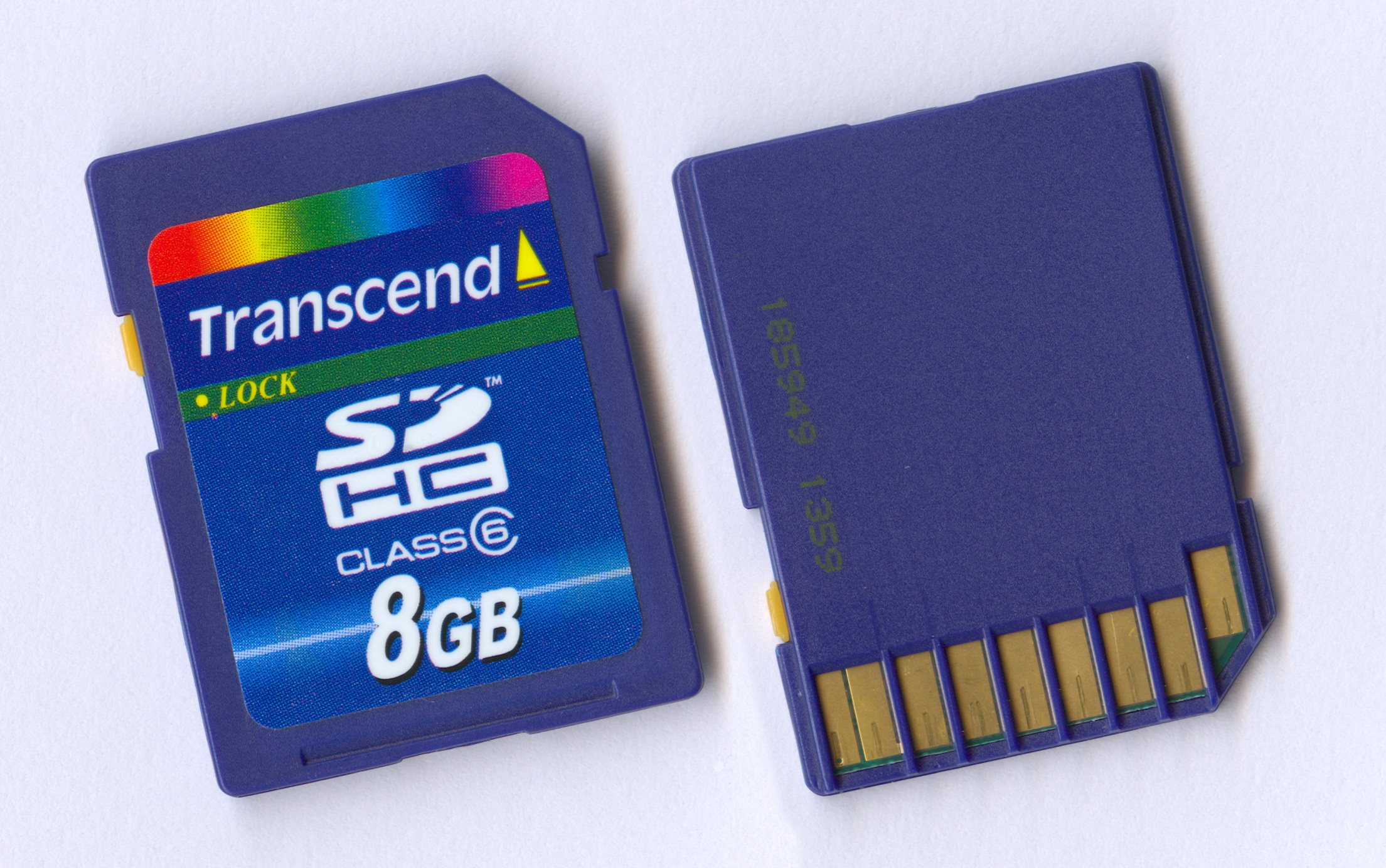
Targeta 8GB SDHC.

 Secure Digital High Capacity  (SDHC) és un format de targeta de memòria flash desenvolupat per Matsushita. Equival a la versió 2.0 de les memòries SD (Alta capacitat-alta velocitat). S'utilitza en dispositius portàtils d'última generació com ara càmeres fotogràfiques digitals, ordinadors PDA, Palm, consoles de videojocs o reproductors de música (MP3, MP4), entre d'altres.
Com el seu propi nom indica, són targetes SD d'alta capacitat, que van des dels 4 fins als 32 GB. Només funcionen en els equips més recents que tenen el logo SDHC, els quals són plenament compatibles amb les targetes SD. Són ideals per a càmeres fotogràfiques digitals que requereixen targetes d'alta velocitat per poder gravar vídeo amb fluïdesa o per capturar múltiples fotografies en una successió ràpida.
En general, utilitzen el sistema de fitxers FAT32, que permet l'ús de particions grans.

## Compatibilitat amb les targetesSD
Les targetes SDHC es poden emprar en lloc de les targetes SD. Però al revés no sempre funcionarà, atès que els aparells marcats com SDHC que intentin accedir-hi a alta velocitat podran donar errors.

## Classes d'Index de velocitat de targetes SDHC
Les SDHC venen catalogades en quatre tipus o classes, definides per l'Associació de Targetes SD (SD Card Association), i cadascuna d'elles té una velocitat de transmissió mínima de dades diferent.
La Classe d'Index de velocitat és la unitat oficial de mesura de la velocitat per a targetes SDHC (i SD). El nombre de classe representa un múltiple de 8 Mb/s (1 MB/s), i es comprèn almenys la velocitat d'escriptura sostinguda d'una targeta en un estat fragmentat.
Aquestes són les qualificacions d'algunes targetes disponibles en l'actualitat:
| Classe   | Velocitat |
| -------- | --------- |
| Class 2  | 2 MB/s    |
| Class 4  | 4 MB/s    |
| Class 6  | 6 MB/s    |
| Class 10 | 10 MB/s   |

## Diferències entre targetes SD i targetes SDHC
Targetes SD
Pel que fa a targetes SD hi ha molts tipus de models les diferències més destacables radiquen en la seva capacitat i la seva velocitat d'escriptura. Aquesta última es mesura en múltiples de 150 KB/s, igual que la velocitat de lectura de les unitats lectores de CD. Així, a tall d'exemple, una targeta de 40X pot arribar a una velocitat d'escriptura d'uns 6 MB/s, una de 80X podrà arribar als 12 MB/si una de 100X pot permetre una velocitat de 15 MB/s. Si bé aquestes velocitats són interessants, cal remarcar que són velocitats  màximes  a les quals es pot escriure en la targeta, però no es parla de la mínima.
Targetes SDHC
En canvi les SDHC presenten l'avantatge d'una millor claredat, ja que estan etiquetades en  classes  i d'acord amb l'etiquetatge garanteixen una taxa de transferència mínima que dependrà de la  classe  a la qual pertanyin. Així, una SDHC de  classe 2  garanteix una velocitat mínima de 2 MB/s, una de  classe 4  garanteix 4 MB/s com a mínim, una de  classe 6  garanteix els 6 MB/s i una de  classe 10  garanteix els 10 MB/s.
Ara bé, això no significa que una SDHC sigui necessàriament més ràpida que una SD o viceversa. Existeixen models SD lentes i ràpides, i SDHC lentes i ràpides, encara que sí que és cert que les targetes SDHC en ser més modernes fan ús de la interfície d'una manera més optimitzada, començant, en l'actualitat, per capacitats no inferiors als 2 GB i podent arribar fins als 64 GB de capacitat sense formatar.
També cal tenir en compte que no tots els dispositius digitals suporten les SDHC, pel que una targeta SDHC no funcionarà en un dispositiu que no tingui el logotip de l'estàndard SDHC. Fins i tot cal anar amb compte amb alguns lectors de targetes, ja que, encara que suporten SDHC de manera oficial, estan limitats als 4 GB, de manera que no seran capaços d'escriure correctament en targetes de major capacitat, i podrà donar lloc a pèrdues de dades en aquestes targetes.
És important tenir en compte l'ús al qual es destinarà la targeta a l'hora de triar entre una de tipus SD i una altra de tipus SDHC. Per exemple, en càmeres digitals compactes que només permeten emmagatzemar les fotografies en format JPEG pot no ser rendible pagar un preu més alt en una targeta SDHC, els avantatges principals (velocitat d'escriptura i més gran) molt probablement no siguin rellevants, i en una immensa majoria de casos suficient amb una targeta SD de grandària i velocitat mitjana.
Per contra, en el cas de càmeres de més alta gamma (càmeres rèflex, Sony Alpha, quatre terços i altres derivades, que permetin emmagatzemar fotografies amb format RAW) o càmeres de vídeo, amb un ús típic que requereixi bastant espai d'emmagatzematge i una velocitat sostinguda d'escriptura de dades, sí que és molt recomanable l'ús de targetes SDHC almenys, la  classe 4  per garantir una escriptura àgil de les dades.